# 士兵和水手纪念馆
40°26′42″N 79°57′23″W / 40.445116°N 79.956442°W
士兵和水手军事博物馆和纪念馆（Soldiers and Sailors Memorial Hall and Museum）是美国 宾夕法尼亚州匹兹堡的一处列入国家史迹名录的地标建筑。它是美国最大的专门纪念各军种退伍军人的纪念地。

## 历史
建筑师亨利·霍恩博斯特尔于1907年设计了这座纪念馆。该建筑建于1910年，为布杂艺术风格，规模宏大。它位于匹兹堡的奥克兰区，第五大道4141号，侧面的街道是比奇洛大道和大学坊，拥有宽阔且保存完好的草坪，并且毗邻匹兹堡大学校园及其学习大教堂。
纪念馆里的展品涵盖的时期从美国内战直到现代。自1963年以来，纪念馆内设有“勇气大厅”（Hall of Valor），以纪念来自本地区的杰出军人，至今已有600多名获奖者，所获奖项包括荣誉勋章、杰出服役十字勋章、海軍十字勋章、空军十字勋章、银星勋章和飞行优异十字勋章。
除了博物馆外，该建筑还设有能容纳2,500人的礼堂，宴会厅以及会议室。许多市政、大学和商业活动曾在此举办，包括1978年4月25日海湾石油公司股东大会。
1991年电影《沉默的羔羊》曾在此拍摄。
来次访问的著名访客包括费迪南·福煦（1921年）、纳尔逊·曼德拉（1991年12月6日）、贝拉克·奥巴马（2008年）、唐纳德·特朗普（2016年4月13日）。

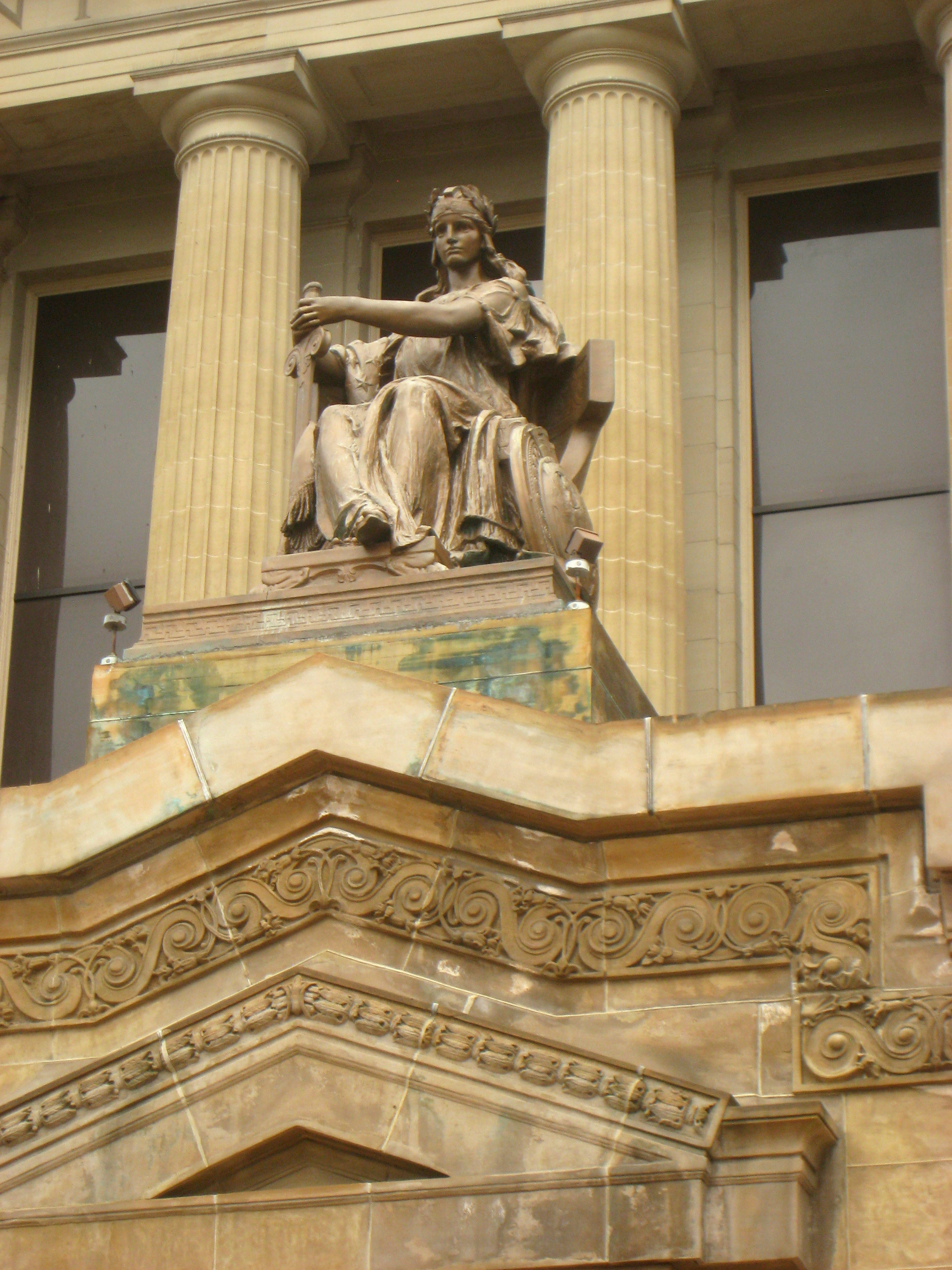
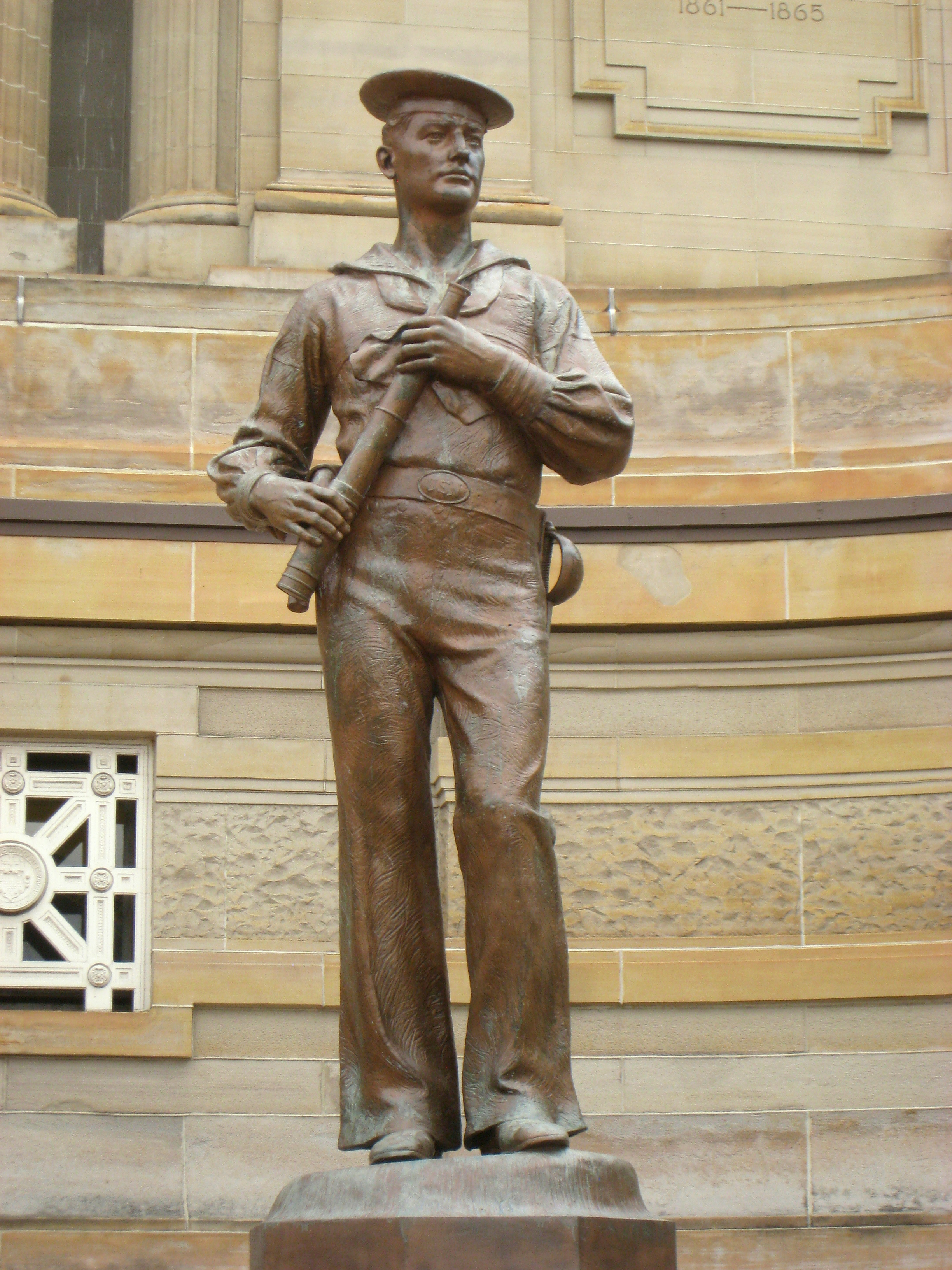
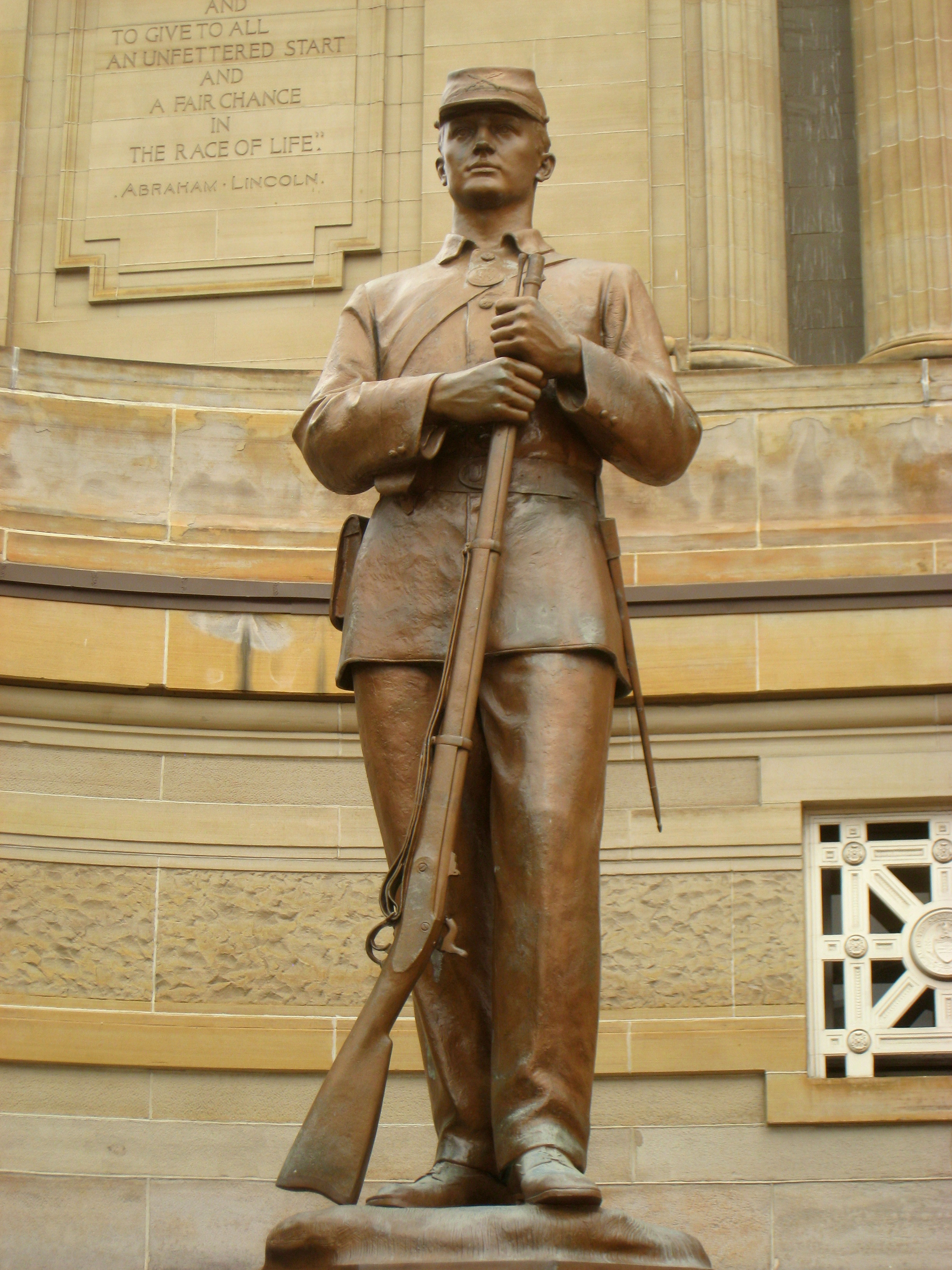
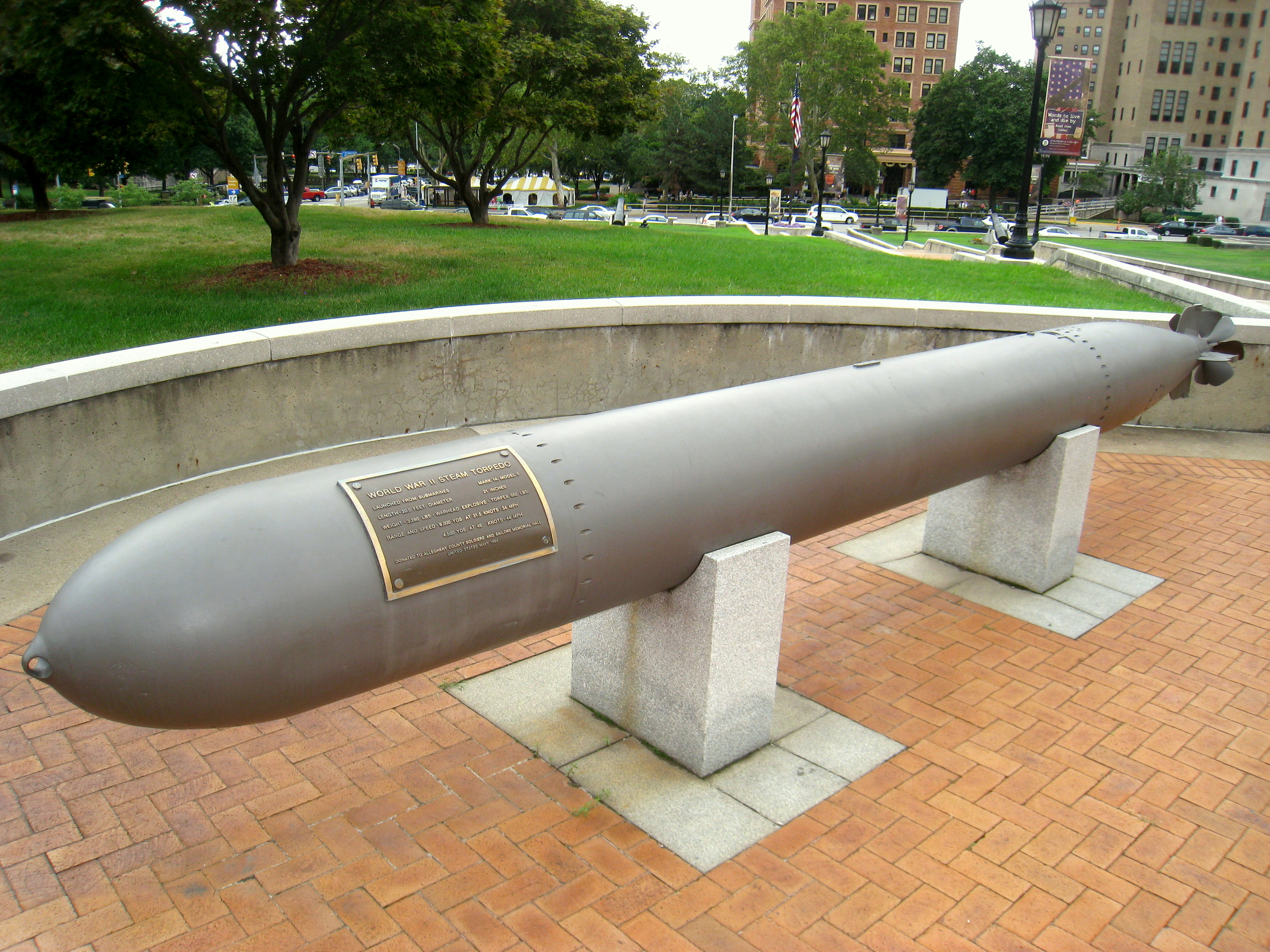
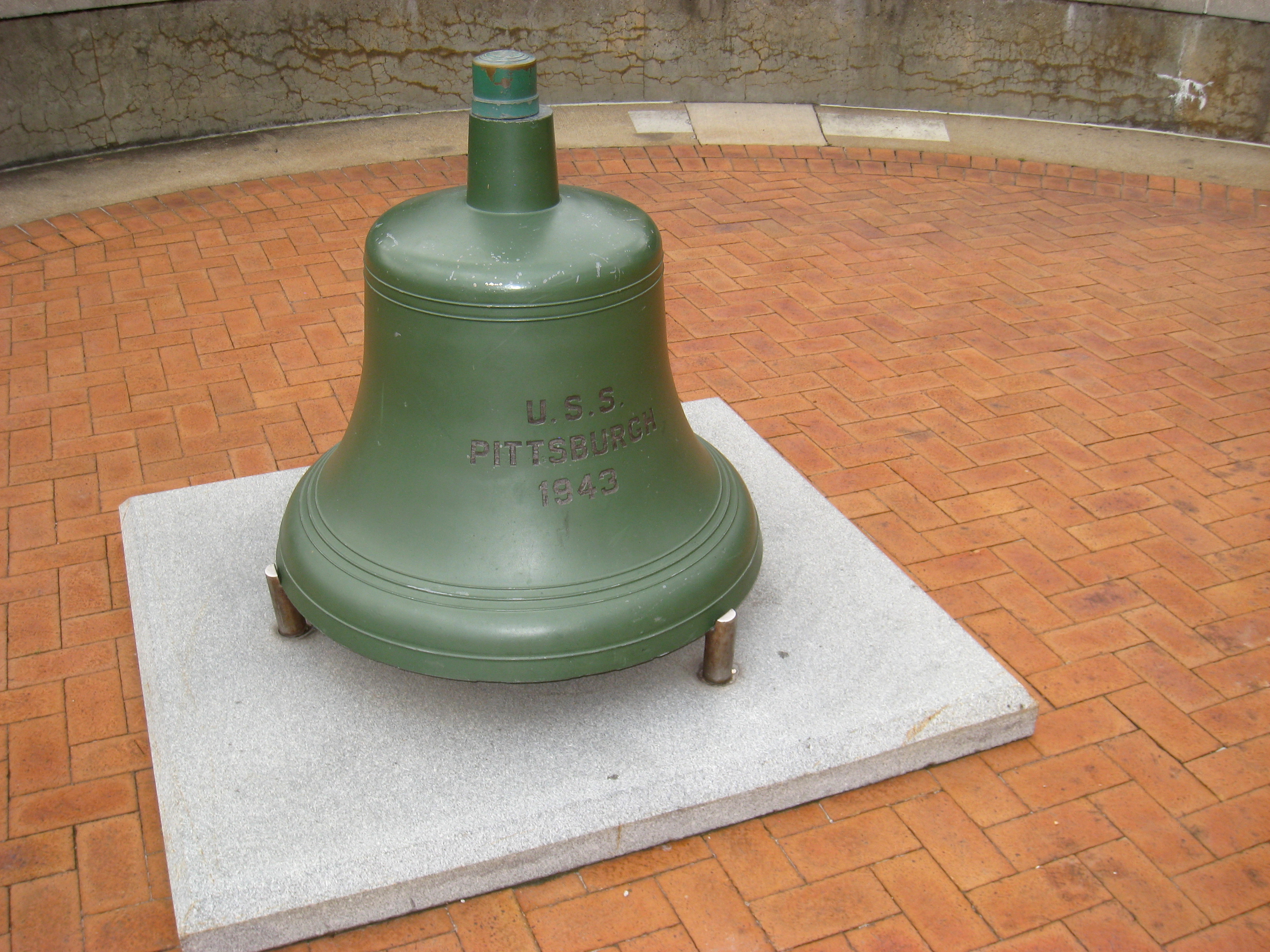
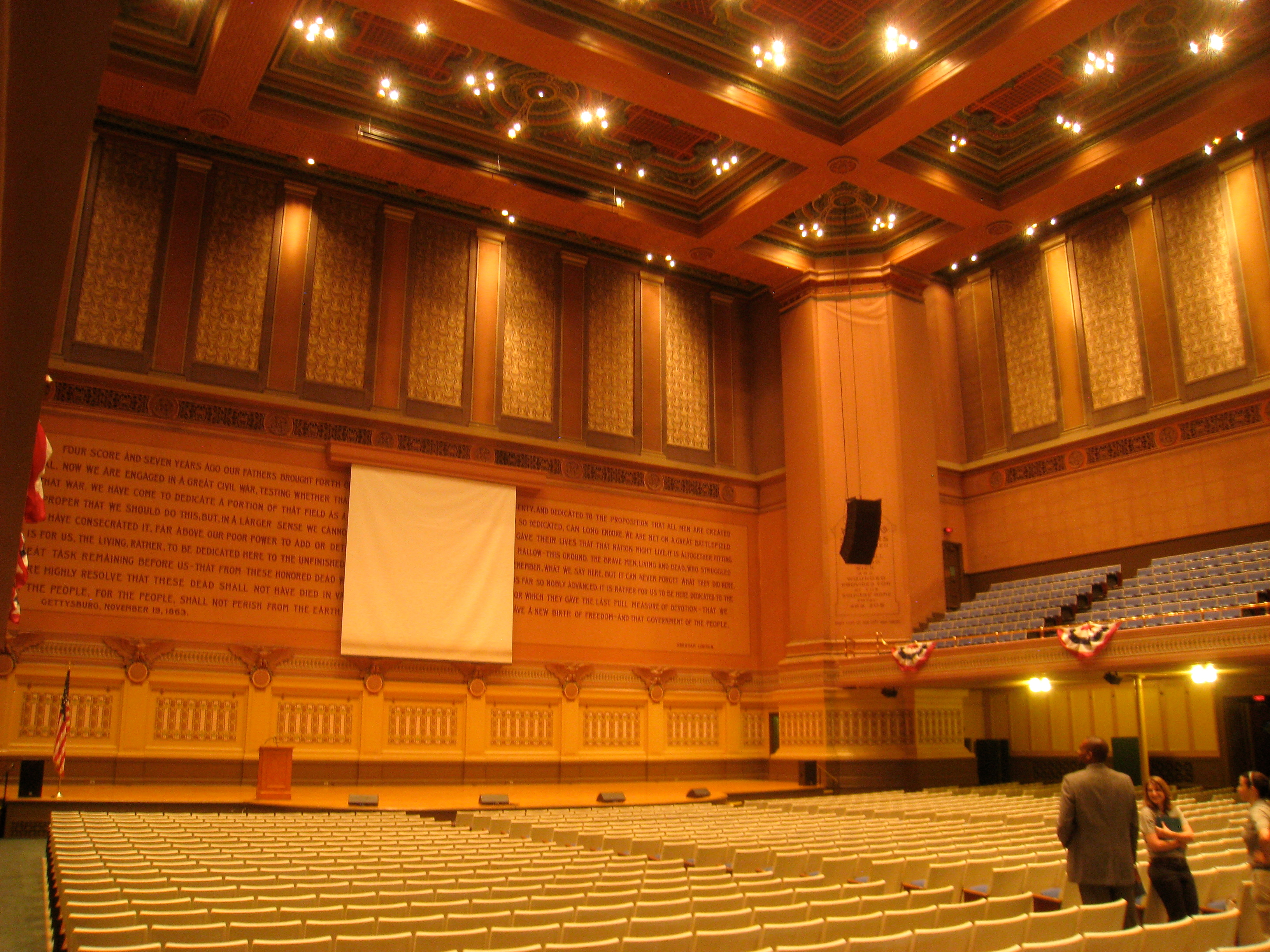
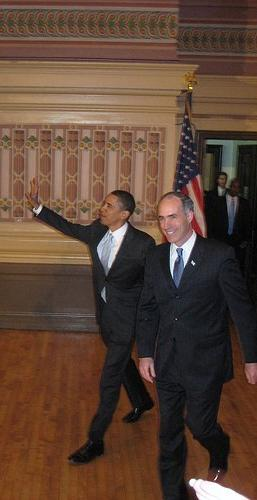
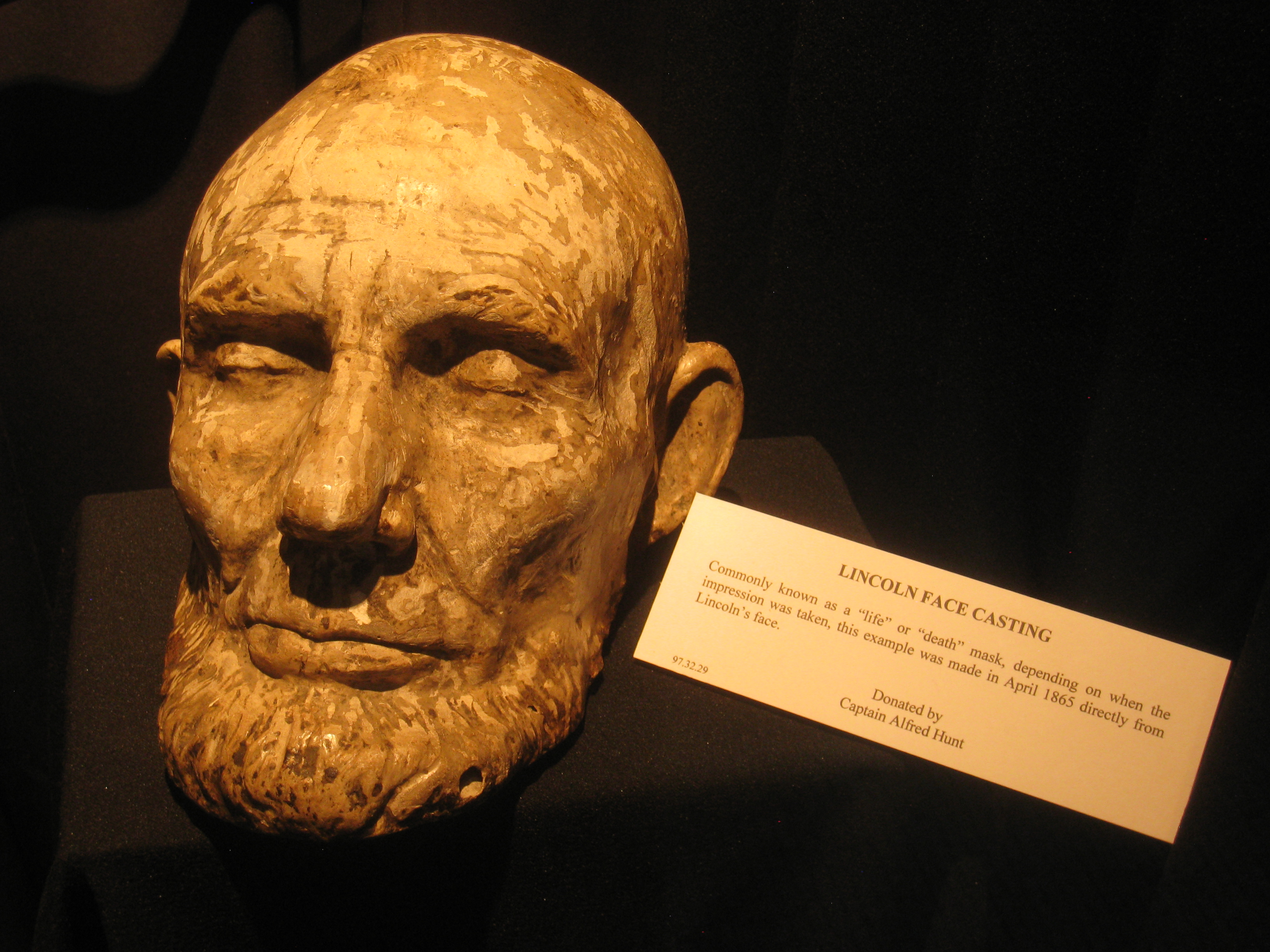
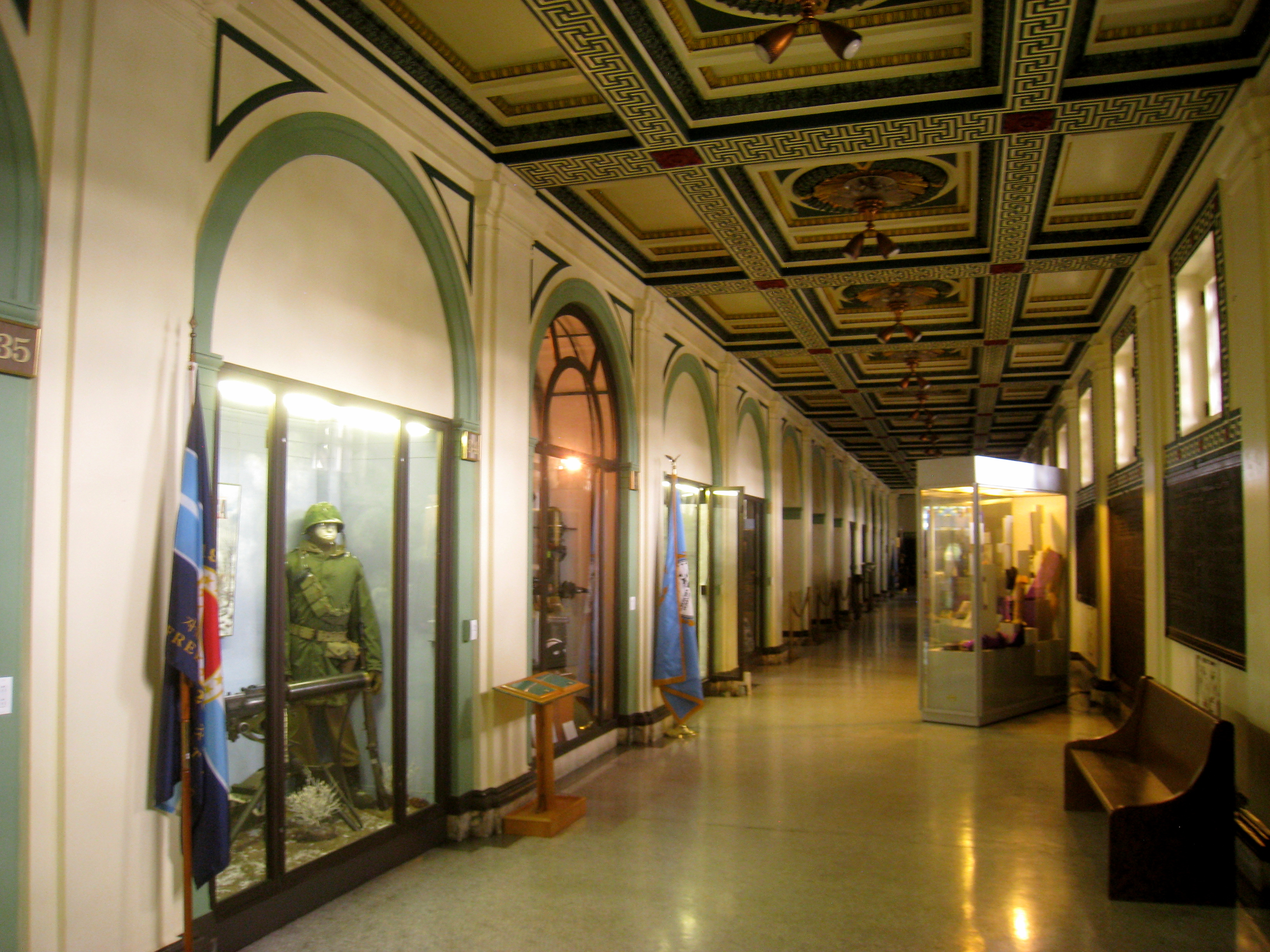
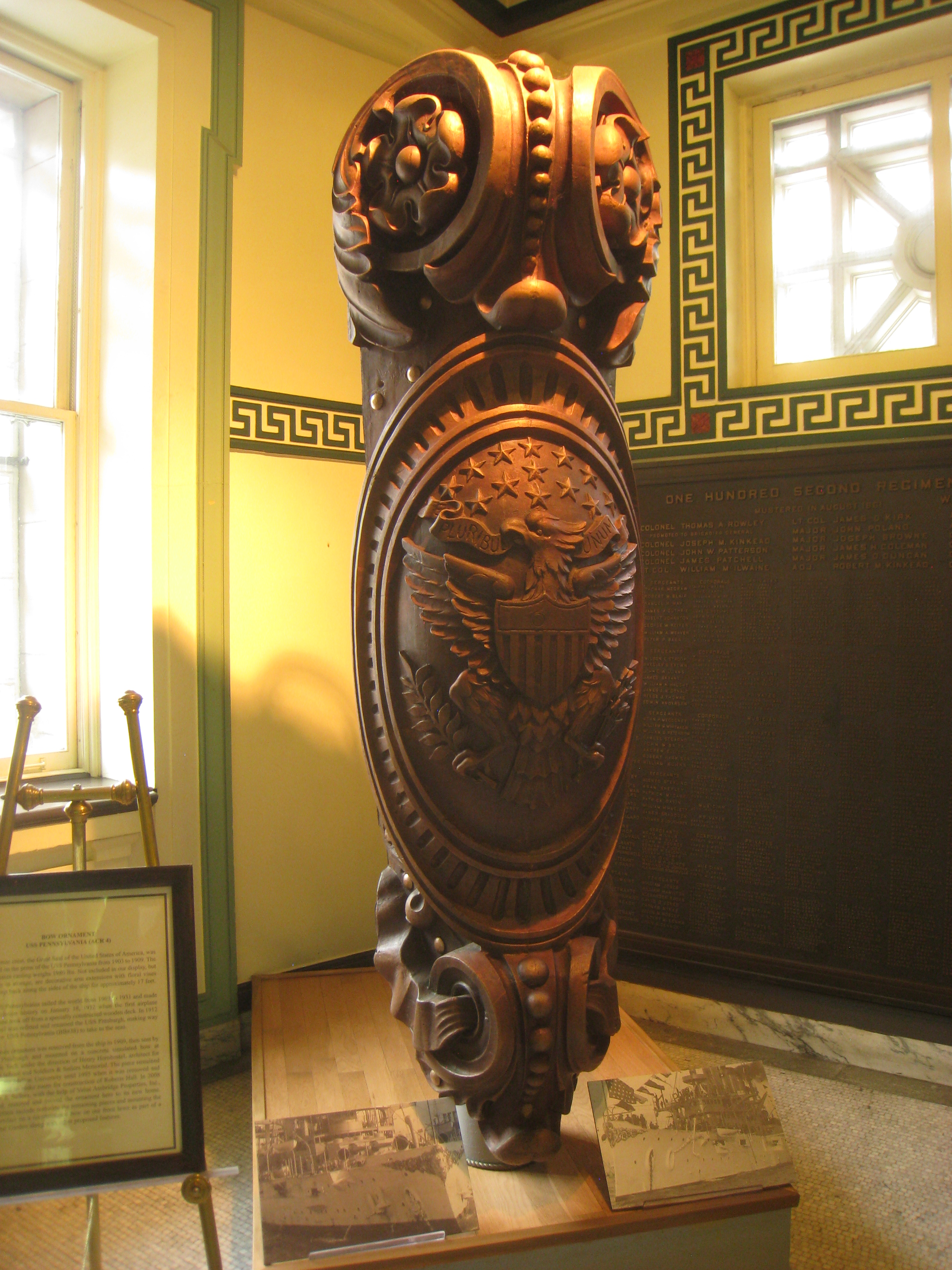